# Uroxys chichanich
Uroxys chichanich är en skalbaggsart som beskrevs av Juan A. Delgado och Kohlmann 2007. Uroxys chichanich ingår i släktet Uroxys och familjen bladhorningar. Inga underarter finns listade i Catalogue of Life.